# Les Roches-l'Évêque
Les Roches-l'Évêque és un municipi francès, situat al departament del Loir i Cher i a la regió de Centre – Vall del Loira. L'any 2007 tenia 290 habitants.

## Demografia

### Població
El 2007 la població de fet de Les Roches-l'Évêque era de 290 persones. Hi havia 120 famílies, de les quals 44 eren unipersonals (28 homes vivint sols i 16 dones vivint soles), 36 parelles sense fills i 40 parelles amb fills.
La població ha evolucionat segons el següent gràfic:
Habitants censats

### Habitatges
El 2007 hi havia 194 habitatges, 126 eren l'habitatge principal de la família, 38 eren segones residències i 30 estaven desocupats. 192 eren cases i 2 eren apartaments. Dels 126 habitatges principals, 106 estaven ocupats pels seus propietaris i 20 estaven llogats i ocupats pels llogaters; 1 tenia una cambra, 14 en tenien dues, 28 en tenien tres, 34 en tenien quatre i 49 en tenien cinc o més. 76 habitatges disposaven pel capbaix d'una plaça de pàrquing. A 58 habitatges hi havia un automòbil i a 58 n'hi havia dos o més.

### Piràmide de població
La piràmide de població per edats i sexe el 2009 era:
| Homes | Edats   | Dones |
| ----- | ------- | ----- |
| 0     | 95 o +  | 0     |
| 0     | 90 a 94 | 0     |
| 12    | 85 a 89 | 0     |
| 0     | 80 a 84 | 0     |
| 8     | 75 a 79 | 12    |
| 8     | 70 a 74 | 4     |
| 12    | 65 a 69 | 4     |
| 0     | 60 a 64 | 8     |
| 8     | 55 a 59 | 4     |
| 8     | 50 a 54 | 20    |
| 8     | 45 a 49 | 0     |
| 12    | 40 a 44 | 0     |
| 12    | 35 a 39 | 4     |
| 16    | 30 a 34 | 20    |
| 8     | 25 a 29 | 4     |
| 4     | 20 a 24 | 8     |
| 4     | 15 a 19 | 0     |
| 4     | 10 a 14 | 8     |
| 20    | 5 a 9   | 4     |
| 8     | 0 a 4   | 4     |

## Economia
El 2007 la població en edat de treballar era de 187 persones, 149 eren actives i 38 eren inactives. De les 149 persones actives 131 estaven ocupades (78 homes i 53 dones) i 18 estaven aturades (8 homes i 10 dones). De les 38 persones inactives 17 estaven jubilades, 13 estaven estudiant i 8 estaven classificades com a «altres inactius».

### Ingressos
El 2009 a Les Roches-l'Évêque hi havia 128 unitats fiscals que integraven 302 persones, la mediana anual d'ingressos fiscals per persona era de 15.436 €.

### Activitats econòmiques
Dels 9 establiments que hi havia el 2007, 3 eren d'empreses de fabricació d'altres productes industrials, 2 d'empreses de construcció, 1 d'una empresa d'hostatgeria i restauració, 1 d'una empresa de serveis, 1 d'una entitat de l'administració pública i 1 d'una empresa classificada com a «altres activitats de serveis».
Dels 5 establiments de servei als particulars que hi havia el 2009, 1 era un taller de reparació d'automòbils i de material agrícola, 1 guixaire pintor, 1 fusteria, 1 perruqueria i 1 restaurant.
L'any 2000 a Les Roches-l'Évêque hi havia 5 explotacions agrícoles.

## Poblacions més properes
El següent diagrama mostra les poblacions més properes.